# Durana
Durana es un concejo del municipio de Arrazua-Ubarrundia, en la provincia de Álava en el País Vasco, España.

## Situación
El concejo se encuentra al norte de Vitoria, a sus afueras y a solo 6,5 km del centro de la ciudad. Está enclavado en una pequeña elevación de terreno (541 m) en la orilla izquierda del río Zadorra, que domina campos de cultivo. Está situado en la parte más meridional del municipio de Arrazua-Ubarrundia, formando parte ya de la Llanada Alavesa. Las autovías A-1 y A-240 pasan por las inmediaciones del pueblo teniendo su confluencia en las cercanías del mismo y salidas directas a él.

## Despoblado
Forma parte del concejo el despoblado de:
- Iturrain.[1]

## Historia
El concejo aparece citado por primera vez en un documento de 1025. Fue escenario junto a Miñano Mayor de una batalla crucial en 1521 en la que fueron derrotados los comuneros alaveses. Pertenecía a la hermandad de Arrazua y posteriormente se convirtió en capital del municipio de Arrazua-Ubarrundia, tras la creación de este.

## Economía
La agricultura cerealista es la actividad económica tradicional del pueblo. En las cercanías del concejo se han instalado varios establecimientos industriales de pequeño tamaño. Sin embargo la mayor parte de la población trabaja en el sector servicios. Eso se debe a la cercanía de Vitoria, donde trabaja buena parte de la población y porque en el concejo se concentran la mayor parte de los servicios del ayuntamiento de Arrazua-Ubarrundia. (escuela, ambulatorio médico, etc.). También hay algo de pequeño comercio y de hostelería.

## Cultura

### Patrimonio
En el concejo se encuentra el edificio más representativo del románico alavés de la Llanada dentro del municipio de Arrazua-Ubarrundia. Se trata de la iglesia de San Esteban Protomártir de Durana. Destaca su extraordinaria portada, datada del siglo XIII con una gran riqueza ornamental, que además está bien conservada.

### Patrimonio inmaterial
Sus fiestas se celebran el 26 de diciembre en honor a San Esteban. En enero se suele celebrar una prueba internacional de ciclo-cross organizada por la Peña Ciclista Durana.